# Ferdinand le noceur
Pour plus de détails, voir Fiche technique et Distribution.
Ferdinand le noceur est un film français réalisé par René Sti en 1935

## Synopsis
Le vertueux Ferdinand Piat, jeune employé d'un laboratoire pharmaceutique, espère trouver un jour la formule d'une pilule miracle qui donnerait du courage aux grands timides de son espèce. Fourageot, son patron, est d'une autre trempe : c'est un chasseur impénitent de petites femmes. Ce qui ne l'empêche pas d'exiger de sa fille Paulette un comportement irréprochable. En vain. Il décide alors de l'envoyer comme pensionnaire dans l'austère institution pour jeunes filles tenue par sa prude sœur, Mme Paturin, et son mari, l'ex-colonel Paturin. Nouvel échec. Fourageot croit avoir trouvé la solution en la mariant à Ferdinand, jeune homme sérieux et de bonne moralité. C'est à ce moment précis que se déclenche une rumeur insinuant que Ferdinand est un noceur invétéré...

## Fiche technique
- Titre : Ferdinand le noceur
- Réalisation : René Sti, assisté de  Robert Lavallée et Jean Manse
- Scénario : Jacques Constant d'après la pièce-homonyme de Léon Gandillot
- Dialogues : Georges Berr, René Sti
- Décors : Pierre Schild
- Photographie : Fred Langenfeld, Charles Bauer
- Montage : Jacques Desagneaux
- Son : Guy Moreau
- Musique : Casimir Oberfeld
  - Chansons : Quand on est obligeant et Faut tout prendre du bon côté de Jean Manse (paroles) et Casimir Oberfeld (musique)
- Production : Ayres d'Aguiar
- Société de production : Les Productions Gamma
- Société de distribution : Gray-Film
- Pays :  France
- Langue : français
- Format :  Noir et blanc - 35 mm - 1,37:1  - Son mono
- Genre : Comédie
- Durée : 99 minutes
- Date de sortie en France : 
  - Marseille : 22 février 1935
  - Paris : 8 novembre 1935 (sortie nationale)
- Affiche : Roger Cartier (France)

## Distribution
- Fernandel : Ferdinand Piat
- Paulette Dubost : Paulette Fourageot
- André Alerme : M. Fourageot
- Félix Oudart : le colonel Paturin
- Pauline Carton : Mme Paturin
- Romain Bouquet : M. Bertimey
- Jane Marken : Mme Bertimey
- Julien Carette : Farjol
- Madeleine Guitty : Rose
- Marcel Maupi : Casimir
- Nadine Picard : Amandine
- Yvonne Legeay : Mme Yvonne
- Louis Scott : Labricelle
- Albert Malbert : un client du café (non crédité)
- Andrex : un client de la maison close (non crédité)
- Suzy Delair : Pamela, la prostituée blonde (non créditée)
- René Génin : Octave (non crédité)
- Pierre Athon : le père Mathieu  (non crédité)
- Yvonne Yma  (non créditée)
- Yvonne Maëlec (non créditée)

## Production
Le tournage a eu lieu en décembre 1934 et janvier 1935.